# Jan De Boever
Jan De Boever (1939) is een Belgisch voormalig professor in de tandheelkunde en een autoriteit op het gebied van parodontologie en kroon- en brugwerk. Tijdens zijn carrière was hij verbonden aan de Universiteit Gent.
Als student was hij onder meer preses van het KVHV-Gent. Tijdens zijn carrière was hij voorzitter van de Belgische Vereniging voor Parodontologie, de Society of Oral Physiology en de European Academy for Craniomandibular Disorders. Hij was gastprofessor in Göteborg, Münster, Winnipeg, Sydney, Riga en Boekarest. Hij was jaren voorzitter van de Vlaamse Kamer van de Raad van de Tandheelkunde (ministerie van Volksgezondheid). Hij gaf lezingen in de meeste landen van Europa, in de Verenigde Staten, Canada, Australië, Zuid-Amerika, Japan en Zuid-Afrika. Jan De Boever ging op emeritaat in oktober 2004.
- International Standard Name Identifier: 0000 0003 8907 9730
- Nederlandse Thesaurus van Auteursnamen: 097940992
- Système universitaire de documentation: 191453382
- Virtual International Authority File: 282385756
- WorldCat: E39PBJcwBvb9jpJDWP3YQKqJDq